# David Valcin
Pour les articles homonymes, voir Valcin.

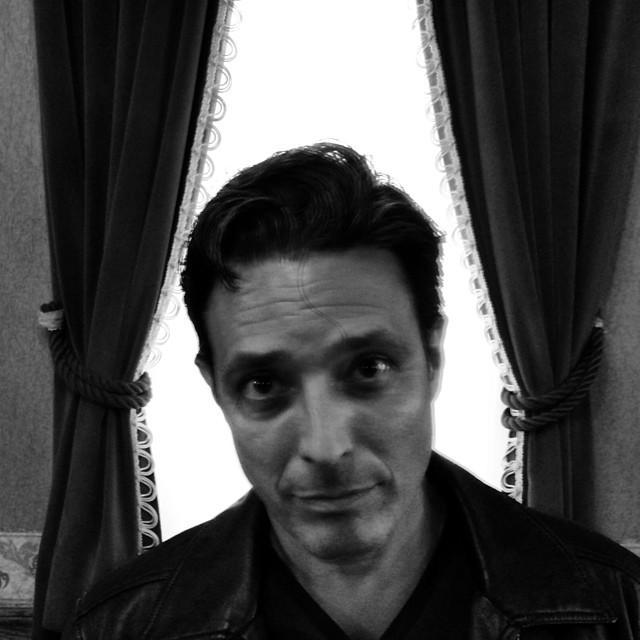
David Valcin en février 2016

David Valcin est un acteur américain né David Neil DeMasi le 11 septembre 1964 à Staten Island (État de New York).
Il commence à jouer au lycée dans une troupe de théâtre intitulée The Jubilee Players. Il voyage entre New York et la ville de Québec (Canada). Il est connu notamment pour son rôle récurrent d'Eddie Fairbankes dans la série Les jumelles s'en mêlent (Two of a Kind) en 1998-1999, mettant en vedette Mary-Kate et Ashley Olsen. Il est apparu dans treize des vingt-deux épisodes de cette série.
Ses films et séries intérimaires comprennent Les Mystères de Laura, Monk, Rescue Me : Les Héros du 11 septembre, The Practice, Just Shoot Me...
David Valcin eut aussi un rôle récurrent dans la série Person of Interest où il jouait le personnage d'Anthony S. Marconi dit "Scarface", le bras droit de Carl Elias, un criminel recherché. « Comme disaient les Romains : Morior invictus ».
Il est aussi apparu dans les films comme Crocodile 2 (2002), Happy New Year (2011), Alto (2015)...
David Valcin vit actuellement à Manhattan avec sa femme Diane Murphy (mariés en 2003) avec qui il a 3 garçons.
| Film \ série :                           | année : | rôle :           | apparition :                  |
| ---------------------------------------- | ------- | ---------------- | ----------------------------- |
| Voilà !                                  | 1997    | -                | saison 1, épisode 3           |
| The Practice : Bobby Donnell et Associés | 1998    | Mr.Jacobs        | saison 3, épisode 15          |
| New York, police judiciaire              | 1998    | -                | saison 9, épisode 2           |
| Deuxième Chance                          | 2000    | Steve            | saison 2, épisode 19          |
| Crocodile 2                              | 2002    | Justin           | film                          |
| New York, section criminelle             | 2003    | Détective Hodes  | saison 3, épisode 19          |
| Rescue Me : Les Héros du 11 septembre    | 2004    | Rick             | saison 1, épisode 12          |
| New York 911                             | 2004    | Larry Busante    | saison 6, épisode 19          |
| Monk                                     | 2006    | Reggie Dennison  | saison 4, épisode 3           |
| Numb3rs                                  | 2007    | Sportif #1       | saison 4, épisode 18          |
| Person of Interest                       | 2011    | Scarface         | saison 1, épisodes 7, 17, 19  |
| Happy New Year                           | 2011    | -                | film                          |
| Person of Interest                       | 2012    | Scarface         | saison 2, épisode 9           |
| Person of Interest                       | 2013    | Scarface         | saison 3, épisodes 1, 8       |
| Les Mystères de Laura                    | 2014    | Richard le Deux  | saison 1, épisode 1           |
| Person of Interest                       | 2014    | Scarface         | saison 4, épisodes 1, 3, 6, 9 |
| Alto                                     | 2015    | Mike del Vecchio | film                          |